# Remal-Vincent
Remal-Vincent war eine US-amerikanische Automarke.

## Markengeschichte
Ernest Vincent hatte nach eigenen Angaben nahezu 20 Jahre lang Erfahrungen mit Dampfwagen gesammelt. Er betrieb die Steam Automotive Corporation in Oakland in Kalifornien. Charles H. Reinoehl, Carl W. Mathiesen und William A. Aldrich hatten mit der Mathiesen Motors Company versucht, Fahrzeuge herzustellen. 1923 gründeten sie gemeinsam die Steam Car Corporation of California. Der Sitz war in San Francisco in Kalifornien. Mathiesen war Präsident, Aldrich Generalmanager, Reinoehl Chefingenieur und Vincent als Konstrukteur im Besitz von Patenten. Im gleichen Jahr begann in der kleinen Werkstatt von Vincent die Produktion von Automobilen. Der Markenname lautete Remal-Vincent. Der Name setzte sich zusammen aus dem Re von Reinoehl, dem m von Mathiesen, dem al von Aldrich, einem Bindestrich und Vincent von Vincent. Es waren zunächst drei Fahrzeuge im Bau, und fünfzehn weitere geplant. Am 16. Juli 1923 wurde das erste Fahrzeug präsentiert. Das Werk war für den geplanten Produktionsumfang zu klein, sodass die Partner ein größeres Werk suchten. Dann kam es zum Streit. Vincent wurde vorgeworfen, einen anderen und somit schlechteren Kessel als vereinbart installiert zu haben, sowie zu viel Geld zum Experimenten verwendet zu haben. So endete 1923 die Produktion. Es blieb bei den drei Fahrzeugen. Eine andere Quelle meint, es sei nur ein Fahrzeug fertiggestellt worden.

## Fahrzeuge
Es waren Dampfwagen. Sie hatten einen Dampfmotor mit vier Zylindern in V-Form. In einer Anzeige sind 63,5 mm Bohrung, 88,9 mm Hub und 25 PS Leistung angegeben. Die Startphase für den kalten Motor war mit nur zwei Minuten angegeben. Die Motorleistung wurde über ein Zweiganggetriebe an die Hinterachse übertragen. Das Fahrgestell hatte 292 cm Radstand. Eine Abbildung zeigt einen Tourenwagen.
Als Neupreis wurden 1500 Dollar genannt.